# Eusapia amazonica
Eusapia amazonica är en skalbaggsart som först beskrevs av White 1855.  Eusapia amazonica ingår i släktet Eusapia, och familjen långhorningar. Arten förekommer i delar av Sydamerika.: Inga underarter finns listade.